# Džungle

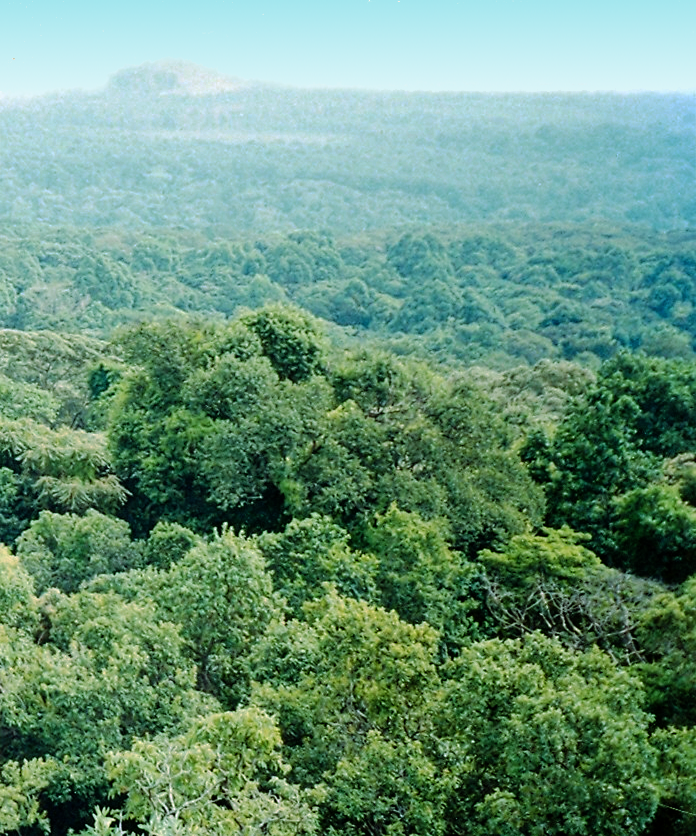
Džungle (Kakmega, Keňa)

Džungle znamená hustý tropický les, nedotčený lidskou činností. Džungle není vědecký pojem a má širší význam než například deštný prales. Slovo proniklo do češtiny z anglického jungle, od sanskrtského džangala, houština, prales, divočina.

## Popis

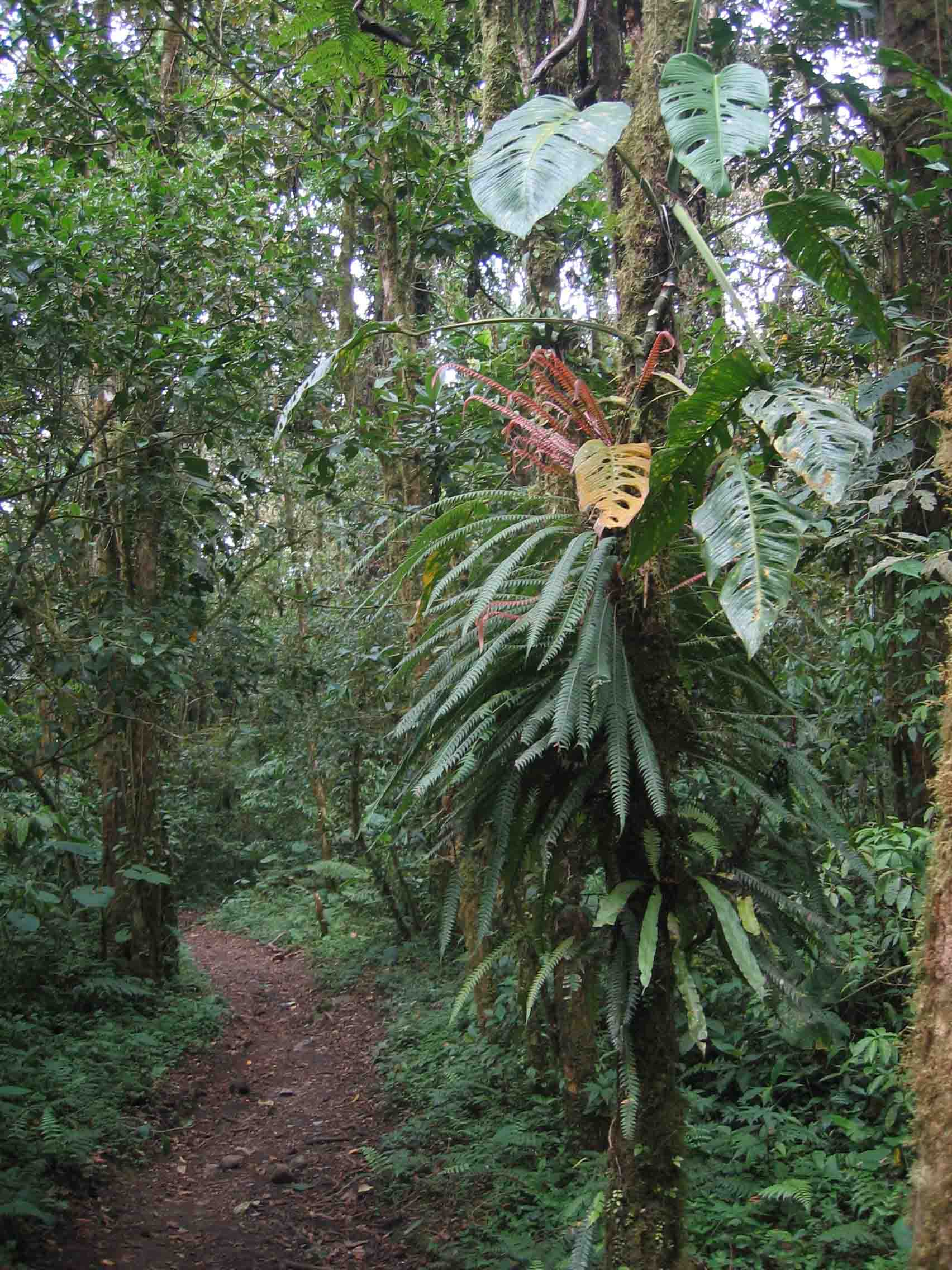
Pěšina v džungli (Panama)

Jako „džungle“ označovali britští kolonisté v Indii přírodní lesy a houštiny, často močálovité a s množstvím různých druhů rostlin a živočichů. Přesto je jihoasijská džungle obvykle světlejší než evropské husté lesy a nemívá ani svrchní pásmo zeleně, které kryje plně rozvinuté deštné pralesy. Džungle může být jak deštná, tak také vysychající, kde vegetace prudce vyroste a pak uschne. Džungle se vyskytují v rovníkovém a tropickém pásmu Země, asi 6 % pevniny má povahu džungle a asi 57 % biologických druhů žije v džunglích.

## Metafora
Slovo džungle se užívá jako metafora pro nepřehlednou změť, například „džungle předpisů“. Může znamenat také nekultivované poměry, kde panuje bezohledná vláda silnějšího a nikdo se v ní nevyzná. Rudyard Kipling džungli před sto lety zpopularizoval slavnou „Knihou džunglí“ (1894), kde se ovšem „zákonem džungle“ nemyslí válka všech proti všem, nýbrž naopak propracovaný systém živočišného soužití. Naproti tomu Upton Sinclair v románu „Džungle“ (1906) popisuje poměry bezprávných dělníků na jatkách v Chicagu.

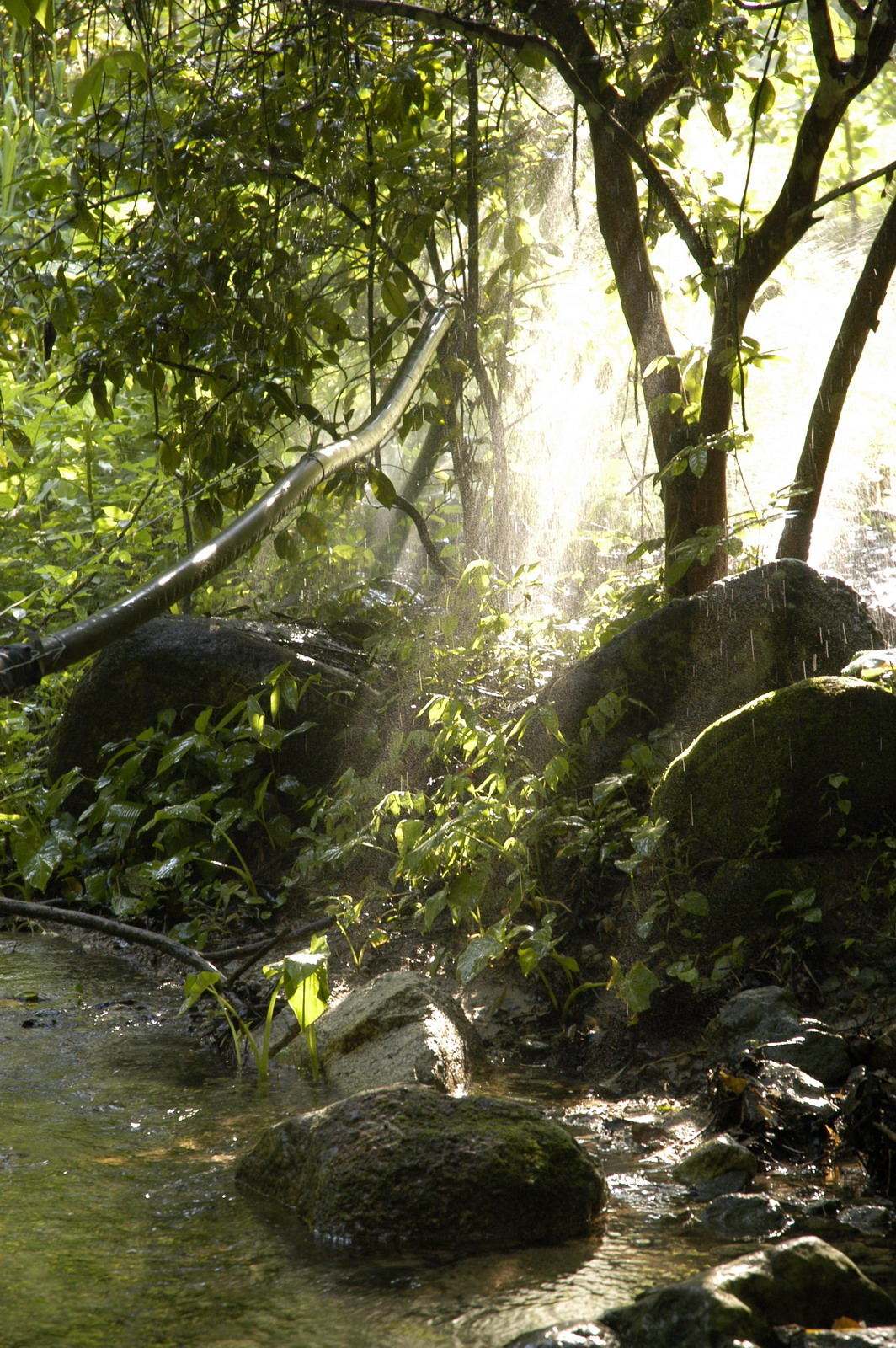
Džungle (Sierra Madre, Filipíny)